# Рашко Радомиров
Рашко Панчов Радомиров е български занаятчия, търговец и общественик, участник в Априлското въстание.

## Биография
Роден е през 1853 г. в Копривщица. Фамилията му е заможна, отглеждат маслодайни рози и се занимават с абаджийство и търговия. Изпратен е от родителите си да усвоява абаджийството в Цариград. Включва се в подготовката на Априлското въстание. Член е на местния революционен комитет и внася 14 турски лири за общото дело. Задачата му е да подготви чета от 20 души за охрана на последната позиция по пътя Копривщица – Пловдив, да извежда въстаниците вън от селището през три дни без оръжие и веднъж седмично с оръжие, като така проверява подготовката им. На 27 април 1876 г. заминава за Панагюрище с комитетска кореспонденция, прибира се на другия ден. След потушаване на въстанието, на 5 май 1876 г., е заловен и отведен в София. След 80 дни е осъден на 15 години крепостен затвор в Сен Жан д'Акр в Сирия. Подлаган е на жестоки побоища и мъчения, оковаван във вериги и лишаван от вода и храна. След Освобождението продължава да се занимава с абаджийство и търговия заедно с братята си и Ганчо Искров. Участва в църковното настоятелство и е член на поборническата комисия, която събира данни и спомени на участниците в Априлското въстание. Умира през 1904 г. в Копривщица. Погребан е в двора на църквата „Св. Николай“ пред стената на олтара.
Къщата на Рашко Радомиров с намира на улица „Любен Каравелов“ № 42, но не музей и не отворена за посещение.